# ماريوس ستانكيفيشيوس
ماريوس ستانكيفيشيوس (بالليتوانية:Marius Stankevičius) (مواليد 15 يوليو 1981 في كاوناس - الاتحاد السوفييتي) لاعب كرة قدم ليتواني يلعب حاليا لصالح نادي الدرجة الأولى لاتسيو الإيطالي منذ 2011 في مركز الظهير الأيمن كما يجيد اللعب في مركز الوسط الأيمن .

## روابط خارجية
- ماريوس ستانكيفيشيوس على موقع الاتحاد الدولي (مؤرشف)  (الإنجليزية)
- ماريوس ستانكيفيشيوس على موقع الاتحاد الأوربي (الإنجليزية)
- ماريوس ستانكيفيشيوس على موقع اتحاد تركيا (لاعب) (الإنجليزية)
- ماريوس ستانكيفيشيوس على موقع قاعدة بيانات كرة القدم.إي يو (الإنجليزية)
- ماريوس ستانكيفيشيوس على موقع ناشيونال فوتبول تيمز (الإنجليزية)
- ماريوس ستانكيفيشيوس على موقع Soccerbase.com (لاعب) (الإنجليزية)
- ماريوس ستانكيفيشيوس على موقع Soccerway.com (الإنجليزية)
- ماريوس ستانكيفيشيوس على موقع عالم كرة القدم.نت (الإنجليزية)
- ماريوس ستانكيفيشيوس على موقع AS.com (الإسبانية)